# Dominique Collin
Pour les articles homonymes, voir Collin.
Dominique Collin, né à Mirecourt le 30 mai 1725 et mort à Nancy le 20 décembre 1781, est un graveur et dessinateur lorrain. Il s'est spécialisé dans la production de vues de villes, de portraits et d'ex-libris gravés.

## Biographie
Dominique Collin naît à Mirecourt le 30 mai 1725 de Nicolas Collin, marchand de la ville, et Françoise Collin, son épouse,.
Dans sa jeunesse, Dominique Collin, attiré par les arts, exprime le souhait de se former à la peinture et à la sculpture,. Or, faute de moyens financiers permettant de mener à bien une éducation artistique, il doit y renoncer. Il est envoyé par ses parents à Metz afin d'y entamer une formation à l'orfèvrerie, chez la veuve d'un orfèvre,. Dominique Collin y est initié à l'usage du burin et des poinçons et s'exerce à la gravure de couverts et de cachets. Son apprentissage achevé, le jeune lorrain se rend à Strasbourg, où le graveur alsacien Jean Striedbeck le remarque pour la qualité de ses cachets; il l'accueille dans son atelier et l'initie à la technique de la gravure en taille douce,,.
La durée exacte de son séjour à Strasbourg nous est inconnue. Sa formation achevée, il retourne en Lorraine, où les conditions économiques et sociales sont favorables.
Le 9 mai 1752, Dominique Collin épouse Marguerite-Françoise Hutet, fille de Yves Hutet, marchand et maître des orfèvres,, à la paroisse Saint-Roch de Nancy. De cette union naissent cinq enfants. L'aîné, Yves-Dominique Collin, accomplit lui aussi une carrière de graveur.
L'atelier nancéien est installé dans un immeuble que Dominique Collin achète à son beau-père. Le bâtiment, dont le rez-de-chaussée est occupé par une boutique et une arrière-boutique, comporte trois étages et deux corps de bâtiments, l'un donnant sur le 95 (aujourd’hui n°45) de la Rue des Dominicains, l'autre rue Saint-Julien, tout près de l'actuelle place Stanislas.

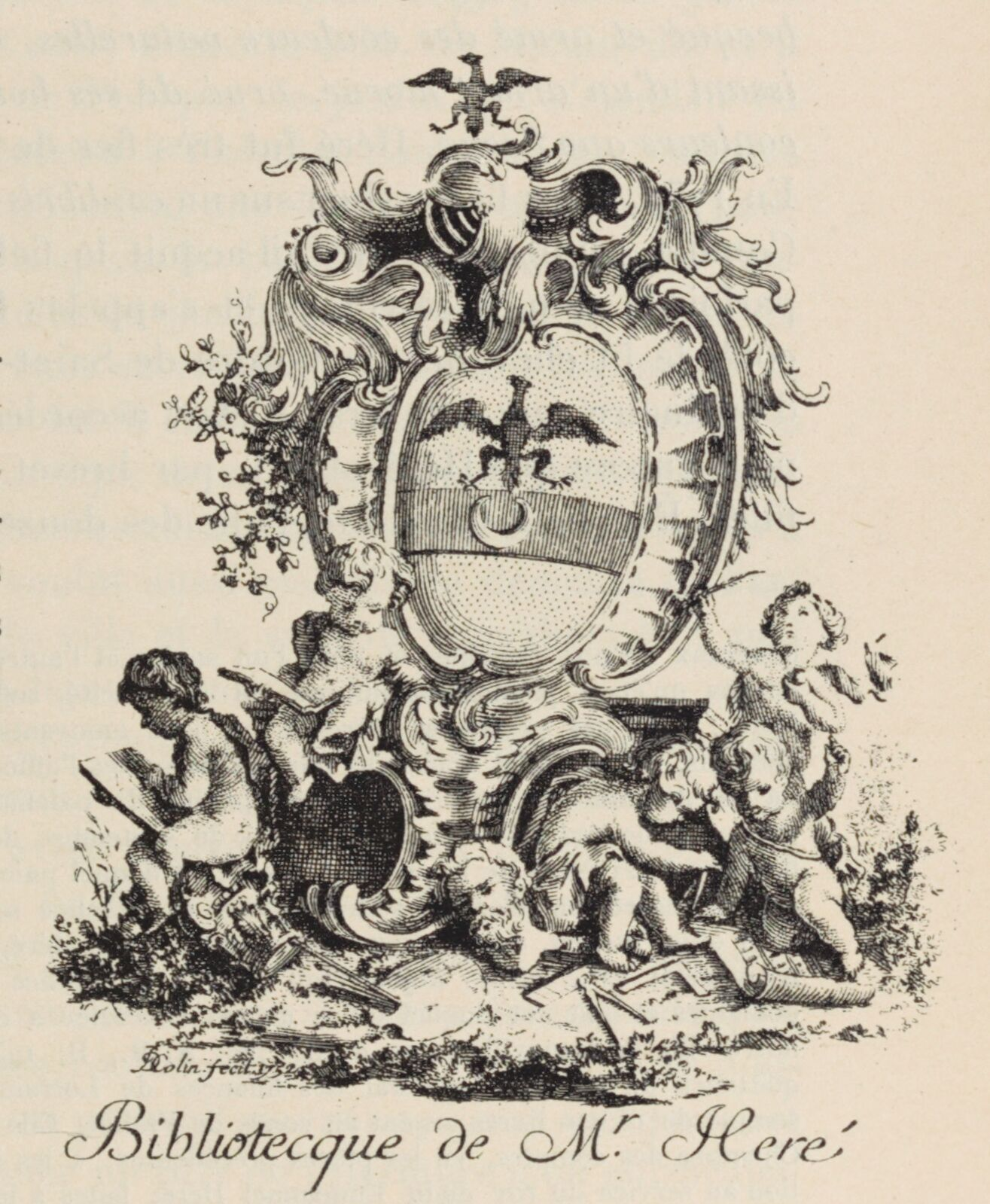
Ex-libris de l'architecte Emmanuel Héré, 1752

Le 29 avril 1758, Stanislas, duc de Lorraine, lui octroie le brevet de Graveur ordinaire de la ville de Nancy,. C'est sans doute la même année qu'il est nommé graveur ordinaire du roi Stanislas.
Dominique Collin produit de nombreuses estampes, principalement des vues de la ville de Nancy, mais aussi des portraits, des images pieuses, quelques caricatures. Il grave également des cachets, particulièrement recherchés par des amateurs, des médailles, des jetons et de nombreux ex-libris pour des notables nancéiens,,.
Dominique Collin meurt à Nancy le 20 décembre 1781 à l'âge de 56 ans,,. Il est inhumé le lendemain au cimetière de la paroisse Saint-Roch.

## Dominique Collin et le contexte artistique nancéien

### Formation et atelier
Formé à Metz auprès de la veuve d'un orfèvre, Dominique Collin rejoint l'atelier du graveur strasbourgeois, Jean Striedbeck, qui l'initie à la gravure en taille douce. Remarqué pour son talent, Dominique Collin produit ses premières gravures pour le compte du maître alsacien. En 1750, Dominique Collin fait son retour à Nancy, où il s'installe du fait de l'attractivité que représente la cour du duc Stanislas pour les artistes. 

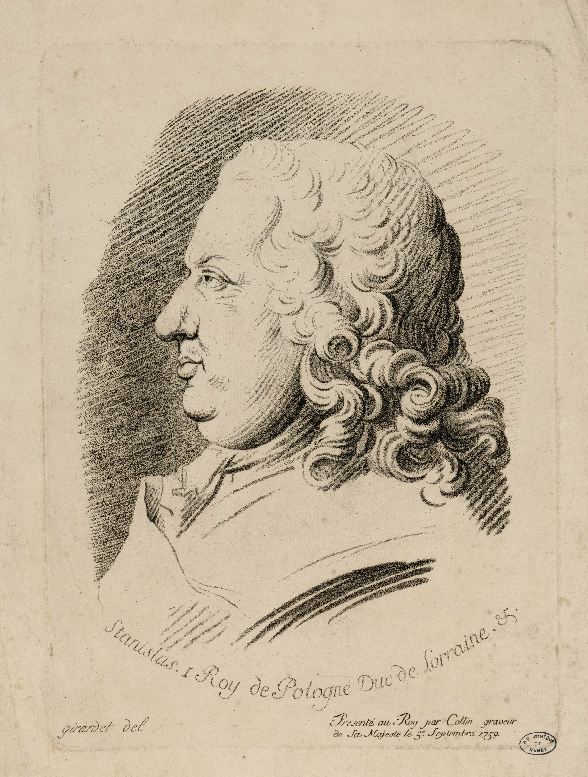
Portrait à la manière de crayon de Stanislas Ier, duc de Lorraine, par Dominique Collin (1759).

L'atelier de la famille Collin, installé rue des Dominicains, donne directement sur la Place Stanislas, lieu majeur de la ville de Nancy et du duché de Lorraine. Les gravures sont vendues au rez-de-chaussée de la maison, qui sert de boutique. A partir de 1758, année où il obtient de Stanislas le titre de graveur ordinaire du roi et celui de graveur ordinaire de la ville de Nancy, Dominique Collin devient un graveur prolifique, recherché pour son talent et recevant de nombreuses commandes. Il pratique la gravure en taille-douce, principalement le burin et l'eau-forte. Son portrait du roi Stanislas nous laisse également un témoignage de ses essais à la manière de crayon, technique nouvelle inventée et promue par Jean-Charles-François, lui aussi nancéien et graveur du roi.
Il ne reste que peu d'informations sur la composition de son atelier. Cependant, il est certain qu'Yves-Dominique Collin, son fils ainé, a été formé par son père au sein de l'atelier familial. Les productions du père et du fils étaient également vendues par le marchand d'estampes nancéien Jean d'Orvasy. Ce dernier vivait lui-même rue des Dominicains. En outre, il est fait mention dans plusieurs ouvrages de la présence de Claude-François Nicole, futur graveur du roi et de la Chambre des comptes de Lorraine comme apprenti au sein de l'atelier de Dominique Collin,.

### Amis et collaborateurs
À la cour du duché de Lorraine, le roi Stanislas s'entoure d'une cour riche d'artistes, de philosophes et de scientifiques. Il fonde notamment l'Académie de Stanislas mais également la Bibliothèque municipale de Nancy en 1750, année durant laquelle Dominique Collin fonde son atelier en ville.
Auprès du roi Stanislas et de son entourage, Dominique Collin se lie d'amitié avec les peintres nancéiens François Sénémont et Jean Girardet avec lesquels il collabore à de nombreuses reprises. Si Dominique Collin a gravé les œuvres des deux peintres, il a également réalisé des gravures en commun avec Jean Girardet pour le compte du roi Stanislas et de son architecte Emmanuel Héré. En 1772, les deux hommes travaillent également sur le projet de décor du catafalque l'église du Noviciat des Jésuites de Nancy.
Dominique Collin s'est également adonné à la pratique du portrait gravé, le plus remarquable étant le portait en buste de Jean Girardet. Ce dernier sert de modèle au peintre Joseph Laurent en 1801 pour le médaillon situé sur le tombeau de Jean Girardet et où il est explicitement mentionné « Déssiné et gravé par son ami et très humble serviteur Collin ». Quant aux portraits de François Sénémont, ils se rapprochent de la caricature voire de la moquerie au sujet des mœurs de son ami, en le représentant notamment sous les traits d'un singe.
Au XVIIIe siècle, la ville de Nancy représente un foyer artistique majeur, notamment du point de vue de la gravure, à travers les figures de Jacques Callot, avec lequel il semble que Collin Père n'ait pas travaillé, et de Dominique Collin lui-même. Ce dernier a toutefois collaboré avec de nombreux artistes nancéiens, graveurs, sculpteurs, peintres. Parmi l'une de ces collaborations les plus célèbres, le Recueil des ouvrages en serrurerie que Stanislas le Bien-Faisant, roi de Pologne, duc de Lorraine et de Bar, a fait poser sur la Place royale de Nancy, à la gloire de Louis le Bien-Aimé réalisé par le maître serrurier Jean Lamour. Les planches répertoriant les réalisations de Jean Lamour pour les grilles de la Place Stanislas ont été gravées par Dominique Collin et son ancien élève Claude-François Nicole Père, et également par Nicole Fils.

## Vues de la ville de Nancy

### Places et monuments de la ville de Nancy

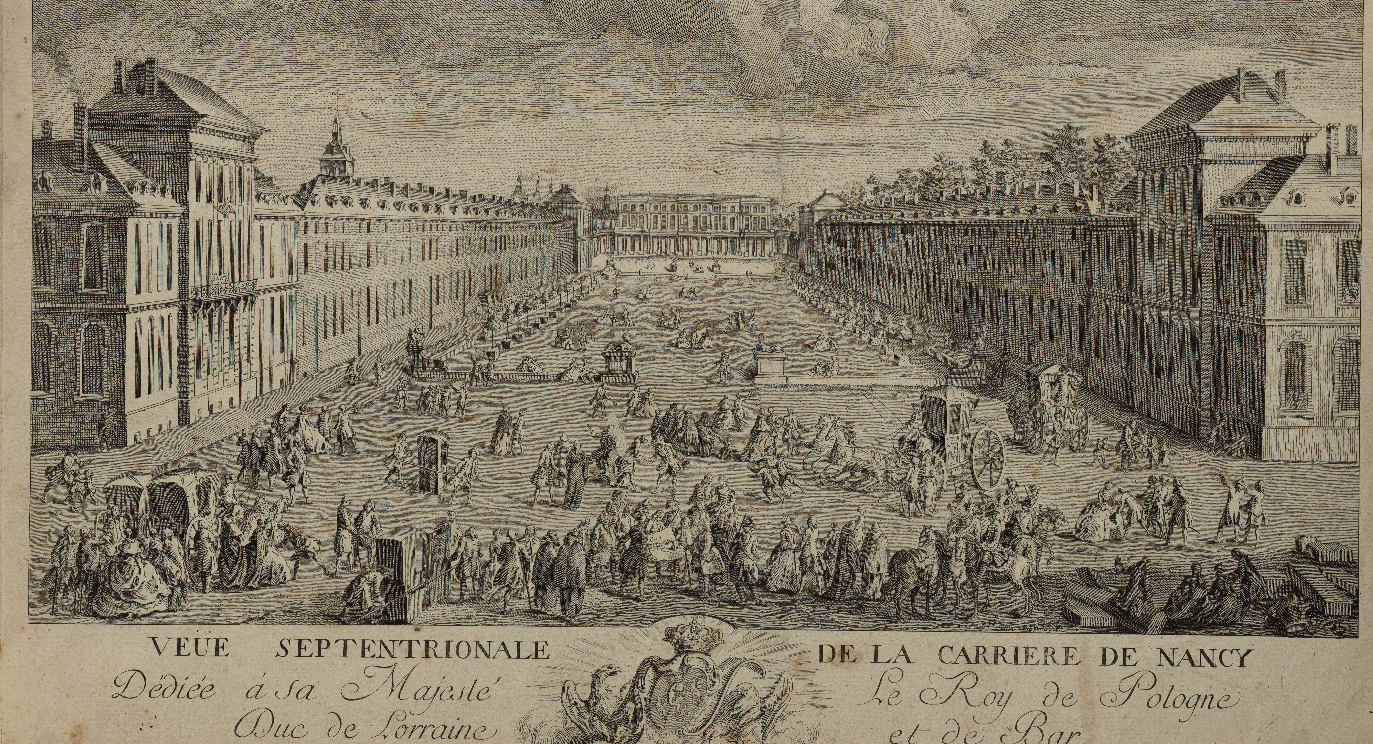
Gravure à l'eau-forte sur papier vergé représentant trois faces de la Place de la Carrière à Nancy.

En tant que graveur du roi Stanislas, Dominique Collin est chargé de représenter les différents bâtiments de la ville de Nancy afin de glorifier les travaux entrepris et de présenter le roi de Pologne comme le protecteur des arts. Ces vues sont notamment présentées dans l'appendice du Compte général de la dépense des édifices et bâtimens que le roi de Pologne a fait construire pour l’embellissement de la ville de Nancy de 1751 à 1759, ouvrage dans lequel il reproduit les dessins de Girardet. On y retrouve principalement des gravures des monuments de la place royale avec l’hôtel de ville, le pavillon Alliot, l’hôtel des Fermes, le pavillon Jacquet, la comédie et les petits pavillons, mais aussi des représentations de la Place de la Carrière (une vue de la place et du palais du gouvernement, l'Intendance), ainsi que le pavillon pour les officiers de la garnison qui étaient logés dans l'aile Nord réparée de l'ancien palais ducal. Il a également réalisé des planches isolées présentant d'autres monuments nancéiens, tels que les différentes places de la ville et le quartier royal des casernes militaires.

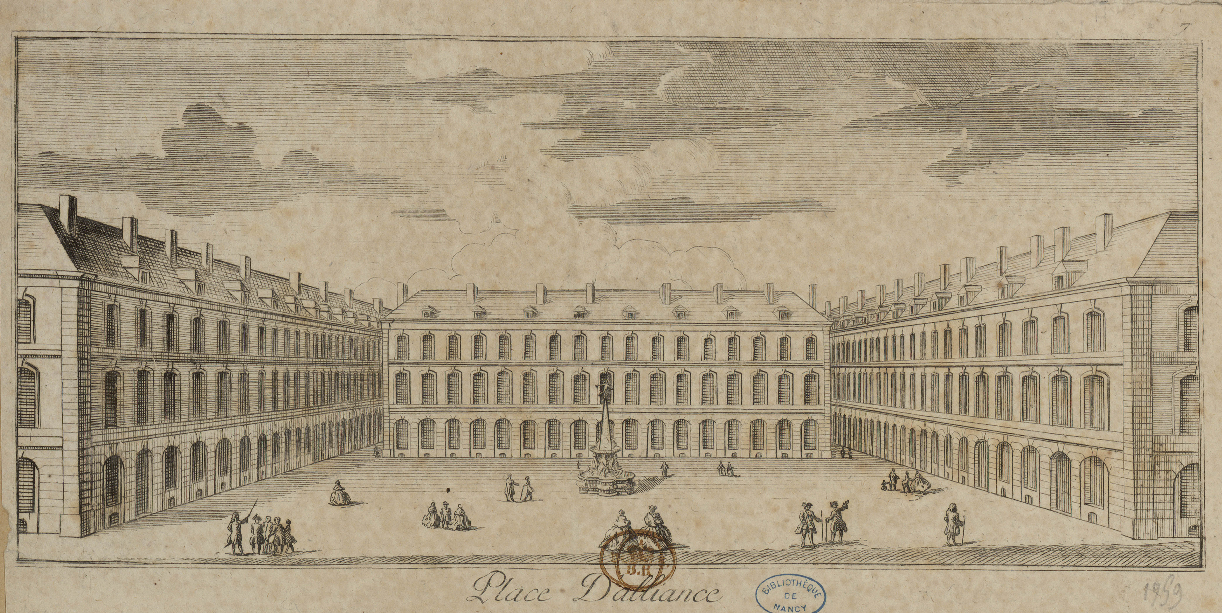
Gravure à l'eau-forte représentant trois faces de la Place d'Alliance de Nancy

La vue de la Place d’Alliance de Nancy et de la fontaine pyramidale est l’une des œuvres principales de l’artiste. Réalisée entre 1760 et 1761, la gravure est prise en face de l’hôtel d’Alsace et offre une vue dégagée sur les façades uniformes réalisées par Emmanuel Héré. En effet, les rangées de tilleuls de la place ne sont plantées qu’en 1763 et donc ne sont pas encore présents sur la gravure. Cette rangée d’arbres se trouve toutefois dans une autre gravure, celle du fils de l’artiste, Yves Dominique Collin, dans sa vue de l’incendie de l’Hôtel d’Alsace sur la place d’Alliance, de 1782. A l’origine portant le nom de « place Saint-Stanislas », elle prend le nom de « place d’Alliance » après le traité d’alliance à Versailles, entre la France et l’Autriche, le 1er mai 1756. Au centre de la gravure se trouve la fontaine à l’obélisque de Paul Louis Cyfflé, réalisée en 1753 pour la place de la Carrière puis déplacée au centre de la place d’Alliance en 1756.

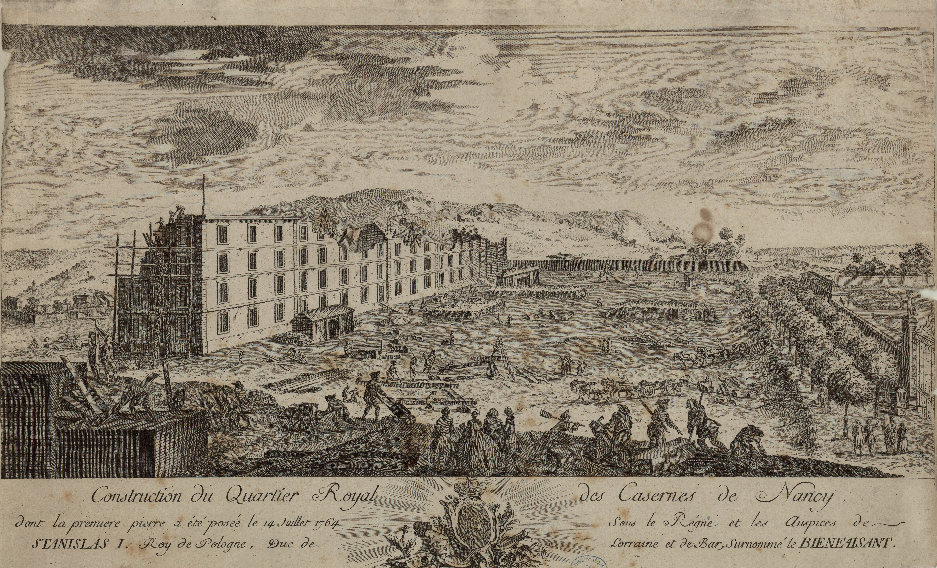
Gravure à l'eau-forte sur papier vergé représentant la construction de la caserne Thiry de Nancy.

La caserne Sainte-Catherine (ou caserne Thiry) représente l'un de ses travaux majeurs. En effet, Dominique Collin avait été chargé de représenter le début de la construction. Présent le jour de la cérémonie de pose de la première pierre, il n'a pourtant pas reproduit fidèlement la situation pour des besoins artistiques (les travaux étant plus avancés sur la gravure qu'ils ne l'étaient en réalité). Les premières gravures sont livrées le 1er janvier 1764. Au premier plan, on peut voir Stanislas s'entretenir avec Richard Mique, l'architecte chargé de la construction, ainsi que le jardin botanique à l'arrière. Cette gravure permet d'établir un lien avec Yves-Dominique Collin puisque ce dernier complète les travaux de son père en présentant l'achèvement des travaux, en 1769.

Les gravures précédentes et les vues de la Place Stanislas sont considérées par Jean-Nicolas Beaupré comme étant parmi les œuvres le plus importantes de l'artiste. Toutefois, plusieurs autres vues des monuments de la ville de Nancy sont tout aussi remarquables. L’artiste réalise par exemple les gravures des Porte Saint-Nicolas et Saint-Jean à l’occasion du passage à Nancy, de Mesdames Adélaïde et Victoire, filles du roi Louis XV. Ces dernières se rendaient prendre les eaux à Plombières. Pour honorer leur venue et leur passage par la Porte Saint-Nicolas, le 4 juillet 1761, la ville fit réparer notamment la face intérieure, ici reproduite par Collin. Le 28 mai 1762, Mesdames passent à nouveau à Nancy pour se rendre à Plombières et cette fois passent par la porte Saint-Jean. Élargie et réparée par la ville à cette occasion, la face extérieure de la porte est retranscrite en gravure par Collin. Les estampes des deux portes ont chacune été présentées à Mesdames Adélaïde et Victoire.

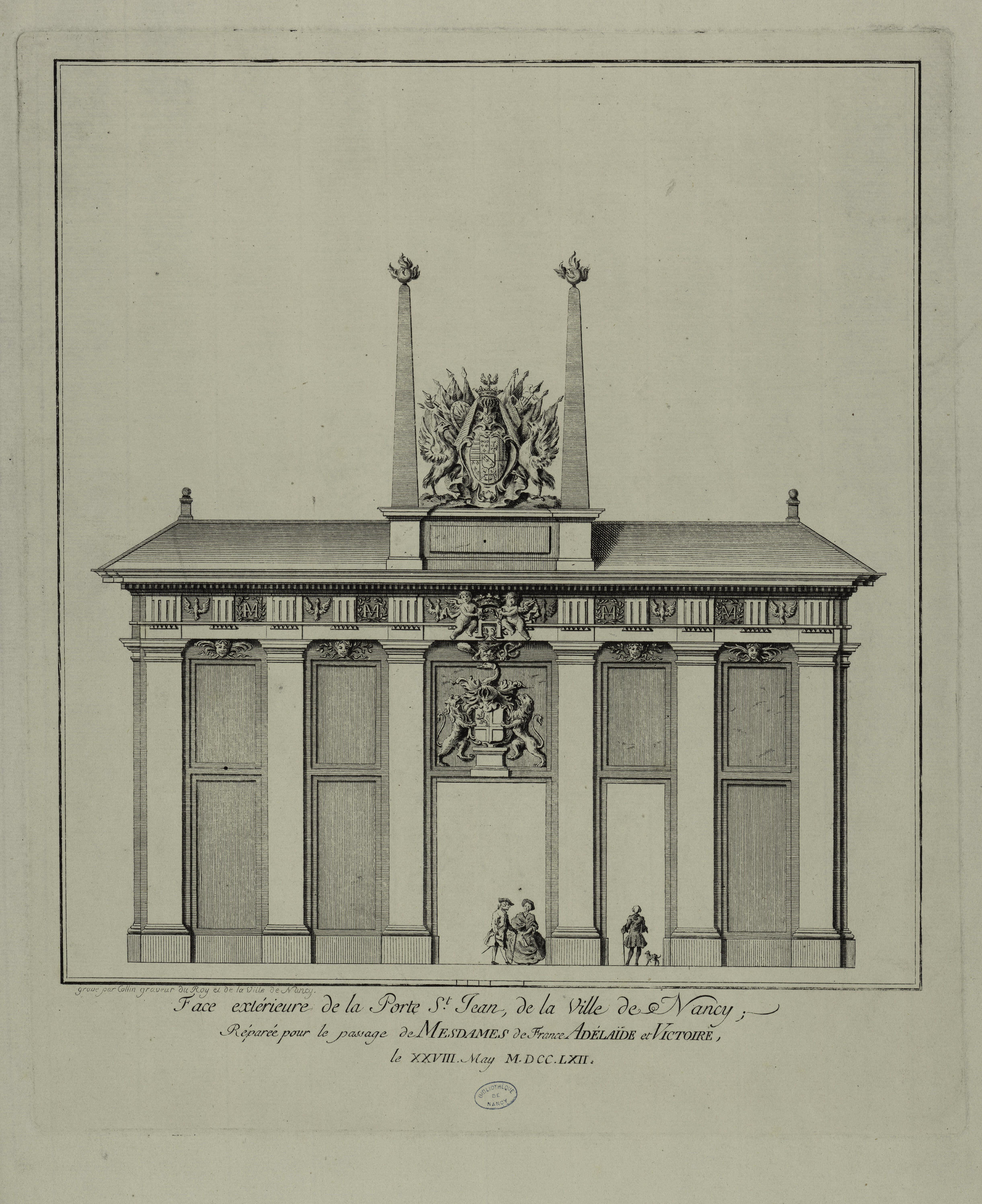
Estampe représentant la porte Saint-Jean de Nancy en 1762.
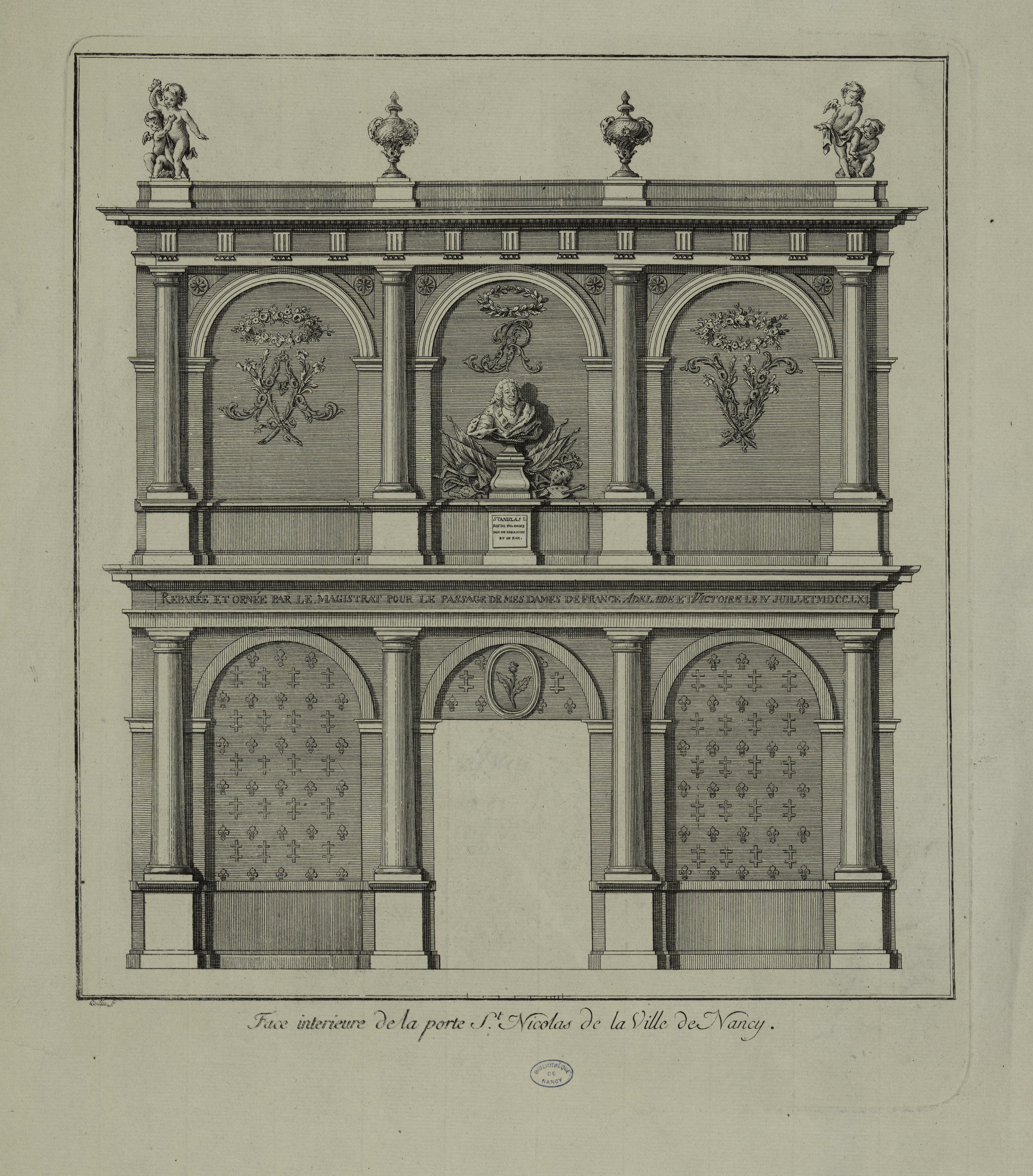
Estampe représentant la porte Saint-Nicolas de Nancy, en 1761.

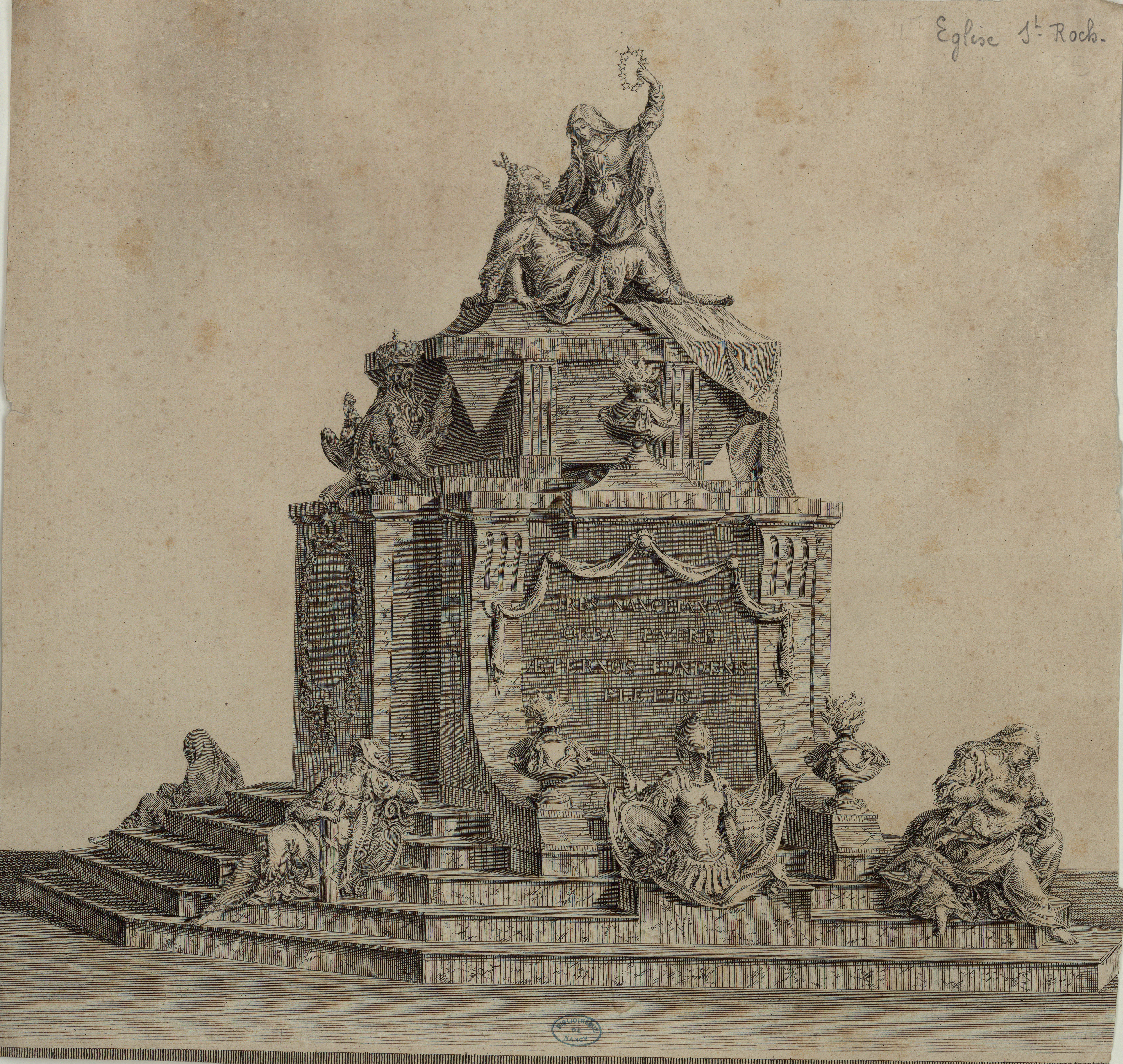
Mausolée de Stanislas le Bienfaisant, Roy de Pologne, grand-duc de Lithuanie, duc de Lorraine et de Bar

Après la mort de Stanislas à Lunéville le 23 février 1766, Dominique Collin reproduisit la même année le mausolée du roi de Pologne. Le monument fut érigé dans l’église paroissiale de Saint-Roch à la demande de l’Hôtel de ville de Nancy, pour la pompe funèbre de Stanislas, le 26 mai 1766. La représentation de Collin est l'une de ses gravure les plus remarquables. Plus tard, il grave le mausolée de Louis XV, monument élevé dans la même église par ordre de l’Hôtel de Ville, pour les funérailles du roi, le 18 juin 1774. Quelques années plus tôt, il lui avait également été demandé par le duc de Lorraine, de graver le mausolée de son épouse, Catherine Opalinska, situé à Notre dame de Bonsecours, toutefois la gravure semble avoir été remplacée par une version du graveur Jean Charles François.

### Vues de la Place Stanislas

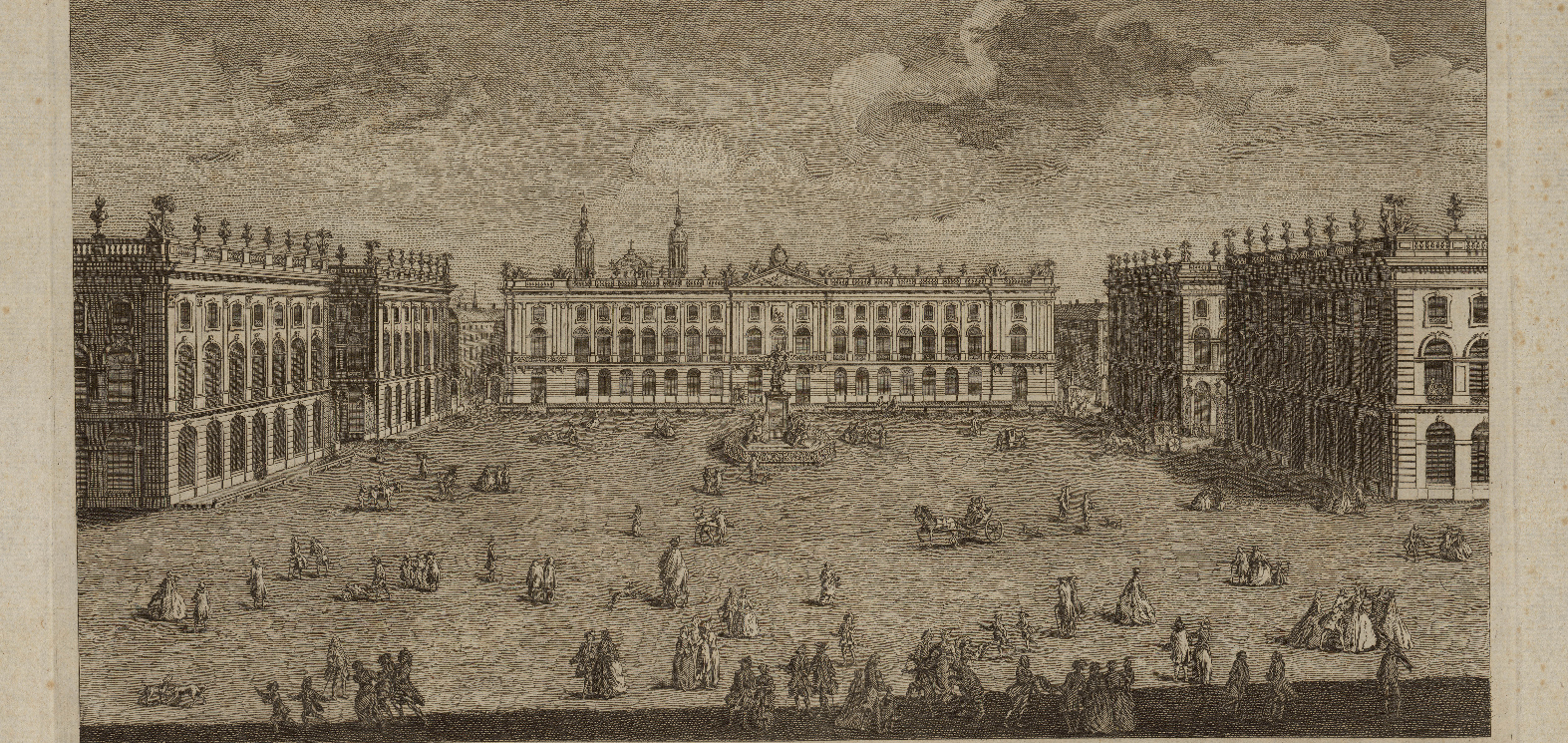
Gravure au burin sur papier vergé représentant la place Stanislas de Nancy.

Parmi les œuvres les plus importantes de Dominique Collin figurent ses vues de la Place Royale. Il réalise en 1758 la vue méridionale de la Place Royale de Nancy, soit la même année que ses deux vues de la Place de la Carrière et son admission comme graveur ordinaire du roi. Cette vue est dédiée à François-Antoine Alliot, conseiller aulique, intendant et commissaire général de la Maison du roi Stanislas, dont Collin représente d’ailleurs l'hôtel des Fermes. Inaugurée le 26 novembre 1755, la Place Royale, est alors le chantier majeur de la ville de Nancy. La gravure présente une vue du trottoir avec ses passants, donnant sur l'Hôtel de ville de l’architecte Emmanuel Héré et la statue de Louis XV au centre. Le sommet des tours de la cathédrale se distingue à l’arrière.

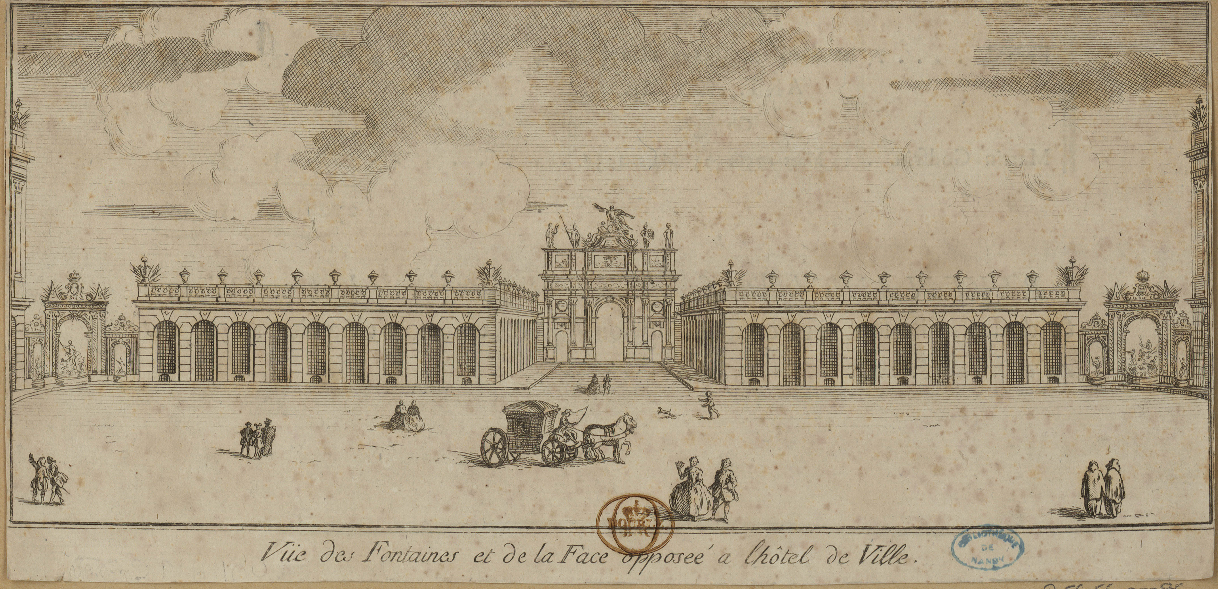
Gravure au burin sur papier vergé représentant les fontaines de la face opposée à l'Hôtel de Ville de Nancy, sur la place Stanislas.

La statue de Louis XV est également le sujet d’une autre des réalisations de l’artiste. Au cœur de la place, l’imposante statue du roi est commandée par Stanislas en 1751 et est réalisée par le sculpteur Barthélémy Guibal et son élève Paul-Louis Cyfflé. Dans la gravure de Collin, le roi est présenté de face, et sur le médaillon du piédestal se trouve la scène de son mariage avec Marie Leszczynska.

Collin grave une seconde fois la place royale, en 1764, avec la Vue septentrionale de la place royale de Nancy. Jean-Nicolas Beaupré lui attribue cette œuvre, pourtant non signée, car elle se vendait auparavant chez lui. La vue est prise depuis l’Hôtel de Ville, donnant sur les fontaines de Neptune et d’Amphitrite réalisées par Barthélemy Guibal, ainsi que sur l’arc de triomphe et les trottoirs.

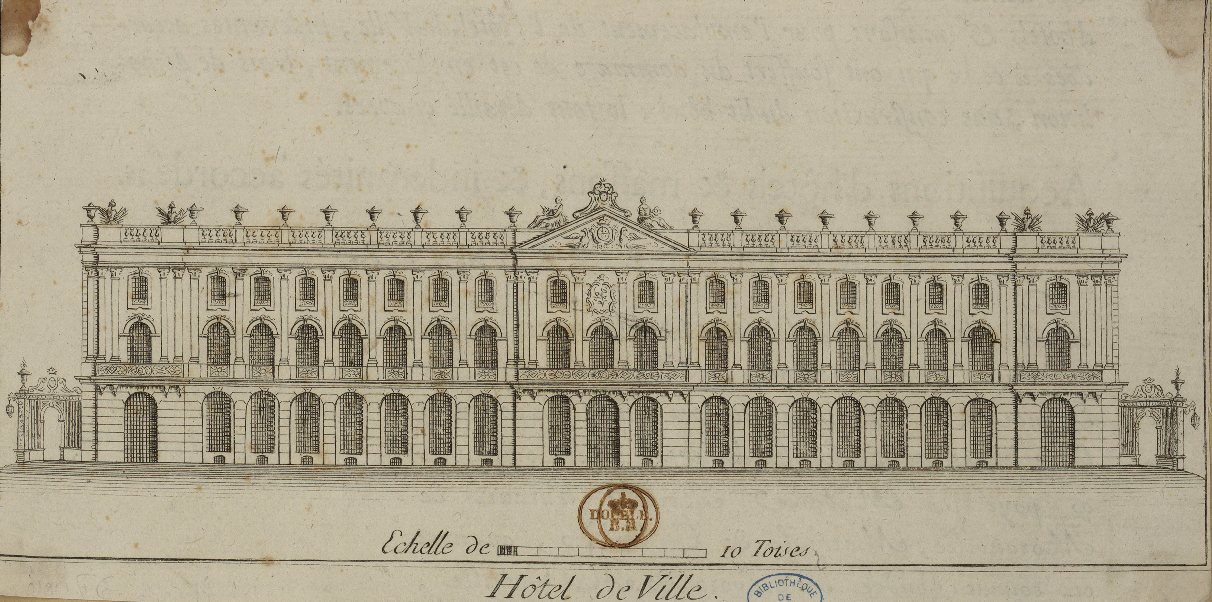
Gravure au burin sur papier vergé de l'Hôtel de Ville de la ville de Nancy construit sur la place Stanislas entre 1752 et 1755.
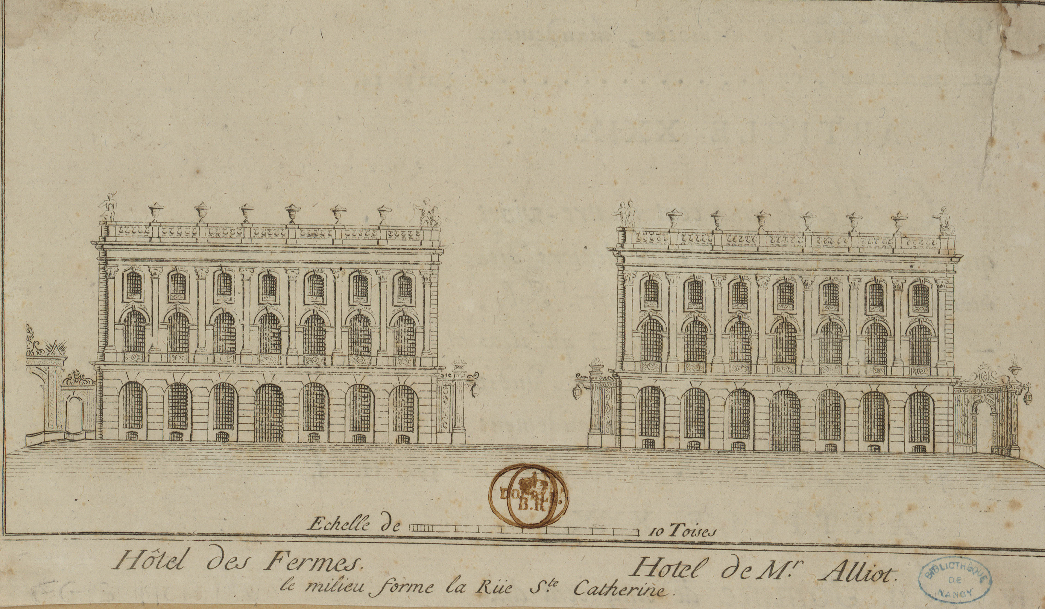
Gravure au burin sur papier vergé représentant les hôtels des Fermes et de Monsieur Alliot formant la rue Sainte-Catherine.
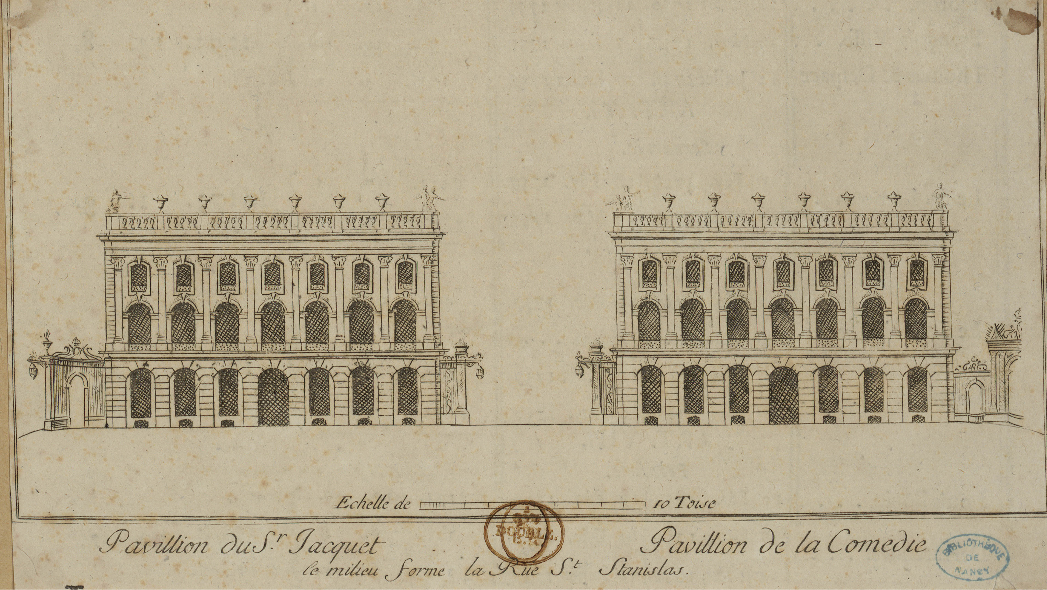
Gravure au burin sur papier vergé représentant les pavillons Jacquet et de la Comédie formant la rue Stanislas.
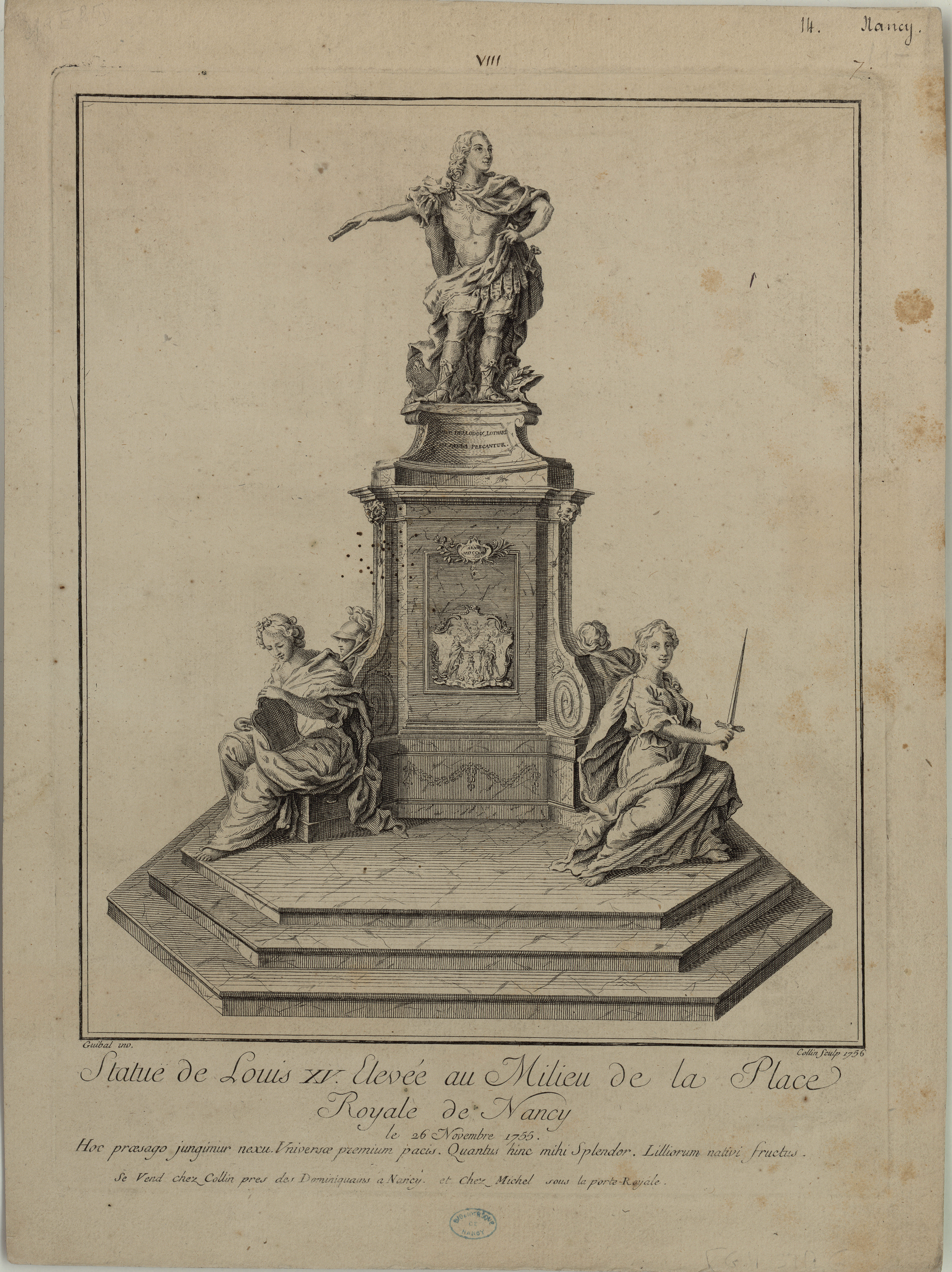
Statue de Louis XV, place Royale détruite en 1792, cette statue de Barthélemy Guibal et Paul-Louis Cyfflé s'élevait à l'emplacement de l'actuelle statue de Stanislas.

## Postérité
Dès le 27 août 1782, l'année qui suit sa mort, un éloge de Dominique Collin est prononcé à la Société royale des sciences et belles-lettres de Nancy par François Dominique de Mory d’Elvange, dans un discours intitulé Essai historique sur les progrès de la gravure en médailles chez les artistes lorrains,.
Jean-Nicolas Beaupré, conseiller à la Cour de Nancy, a publié le premier catalogue de l'œuvre de Collin et de son fils, Yves Dominique, en 1861.
Lucien Wiener, conservateur du musée de Nancy, a contribué à la redécouverte de son œuvre.
En 1875, une exposition rétrospective sur les artistes lorrains fut organisée à Nancy, où le grand public a pu voir les œuvres des Collin exposées.
De nombreuses œuvres de Dominique Collin sont aujourd'hui conservées à la Bibliothèque Stanislas, ainsi qu'au Musée lorrain de Nancy.